# Euryglottis guttiventris
Espèce
Euryglottis guttiventris est une espèce de lépidoptère de la famille des Sphingidae, de la sous-famille des Sphinginae, de la tribu des Sphingini et du genre Euryglottis.

## Description
Il y a des taches apicales distinctes sur les sternites trois à cinq et une tache basale pâle. En outre, la bande discale et la strie sur le dessus de l'aile antérieure sont moins distinctes que chez Euryglottis aper.

## Répartition et habitat
Le genre est néo-tropical. L'espèce est connue en Bolivie,  en Equateur, au Pérou et en Argentine.

## Biologie
Les adultes volent de juin à décembre.

## Systématique
- L'espèce Euryglottis guttiventris a été décrite par les entomologistes Lionel Walter Rothschild et Karl Jordan en 1903[2].